# Moulin du Bloquay
Le moulin du Bloquay ou moulin de Bloquay (en wallon : Molén å Blokê) est un ancien moulin à eau classé situé à Fairon faisant partie de la commune de Hamoir en province de Liège (Belgique). 

## Localisation
L'ancien moulin est situé dans la vallée du Bloquay, un affluent de l'Ourthe, le long de la route menant du village de Fairon à Vien. Il avoisine les carrières du Bloquay.

## Historique
L'ensemble est composé de plusieurs bâtiments construits à des époques différentes comprenant un logis, un moulin, un four à pain et des dépendances. Le bâtiment principal abritant le moulin est le plus ancien. Il a été construit au cours du XVIIe siècle. Il appartient à cette époque à la famille d'Omalius. Il est cédé par héritage à la famille de Sonval au cours du XVIIIe siècle. Il reste en fonction jusqu'en 1945.

## Description
Le moulin à eau fonctionnait grâce à une roue métallique à godets alimentée par les eaux du Bloquay déviées dans un bief creusé dans le roc à flanc de colline. Si la roue est fortement dégradée, le mécanisme en bois et les meules sont bien conservées à l'intérieur du moulin. Le bief en aval est pratiquement comblé du fait de l'inactivité du moulin. Un étang se situe en aval. D'une longueur approximative de 27 mètres, le bâtiment en pierre calcaire et grès comprenant le moulin possède une porte charretière avec arc en plein cintre.

## Classement
Le bâtiment abritant le moulin de Bloquay avec ses meules, sa mécanique en bois, sa roue ainsi que le bief sont classés comme monument depuis le 12 avril 1983.

### Sources et liens externes
- Inventaire du patrimoine culturel immobilier de la Région wallonne